# تراویس براون
تراویس براون (انگلیسی: Travis Browne؛ زادهٔ ۱۷ ژوئیهٔ ۱۹۸۲) ورزشکار هنرهای رزمی ترکیبی و بوکسور اهل ایالات متحده آمریکا است. وی همسر روندا رزی می‌باشد.